# كفر الورد
كفر الورد  قرية سوريّة تتبع إداريّاً لمحافظة حلب منطقة أعزاز ناحية مارع، بلغ تعداد سكانها 937 نسمة حسب التعداد السكاني لعام 2004.